# 描きかけのラブレター
『描きかけのラブレター』（かきかけのラブレター）は、ヤマグチノボル/著、松本規之/イラストの日本のライトノベル。富士見ミステリー文庫刊。2004年8月発行。日立三部作の第1作目。

## ストーリー
唯一得意な絵に文句を言われた、そんな理由でユキオは神木円にイタズラをしたためにそれ以来ずっとユキオは円のイジメにあっていた。卒業直前になって、彼女の表情が気になって仕方ないユキオは円が好きなことに気づき、どうやら付き合うようになる。高校卒業後はユキオは東京の美術大学へ進学し、円は地元で美術の予備校へ通うこととなる。すると、大学が始まってしばらくして円が父親とケンカをして東京へやってきてしまう。

## 登場人物
遠藤ユキオ（えんどう ゆきお）
子どもの頃に一人で絵を描いているのが好きになり、高校時は美術部に所属、途中で退部するが、大学は東京の美術大学に現役で進学。親は日立市内で洋品店を営む。
神木円（かみき まどか）
神木旅館の一人娘。家出癖がある。激しい性格だが、長い髪のかなりの美人。ユキオのことが好きだが、素直に好きと云うのは照れて嫌がる。高校の時は美術部。ユキオのことをことあるごとにいじめていた。高校卒業後は地元で東京の美術大学に通うために予備校に通う。前の父親が死亡してすぐに今の父親と母親が再婚したため、今の父親のことを嫌っている。今の父親が本当の父親であることを知らない。
巧（たくみ）
中学からのユキオの友人。円に告白するためにユキオに円の絵を描いてもらう。
鵜飼美智子（うかい みちこ）
ユキオの美術大学での同期生。2浪していたため年上。ワタナベさんに絵の才能を認められて奨学金と部屋を援助してもらっていたが、ワタナベさんに告白をし振られたから援助を受けたくないと言って、ユキオの家に転がり込み、橋本の家を借りて、年末から橋本と付き合うこととなる。
橋本（はしもと）
ユキオの美術大学での初めての友達、同期生。美智子のことが好きだが、美智子はワタナベさんのことが好きなことをしって複雑だったが、住むところがなくなった美智子に自分のアパートを預け、ユキオのアパートに転がり込む。
伊東（いとう）
ユキオの美術大学での同期生。ユキオ、橋本、伊東、美智子の4人はよくつるむいつものメンバー。実家暮らし。
ワタナベさん
美智子のパトロン。画廊を経営しており、美大生を積極的にアルバイトの紹介や援助を行っている。亡くした妻のことを未だ思っており指輪をつけている。美智子の告白は断っている。
円の父（まどかのちち）
円の実の父。円は前の父が実の父親だと思っている。画家で3年間海外にいる間に円の母親は他の男性と結婚していた。円の前の父が病死した後に円の母と結婚を申し出て、結婚する。癌に侵されていたがそれを最期になるまで円には明かさなかった。

## 既刊一覧
- 『描きかけのラブレター』 ISBN 4829162651
  - プロローグ
  - 第1章 円
  - 第2章 都会の絵の具
  - 第3章 冬色のカンバス
  - 第4章 描きかけのラブレター
  - エピローグ

初出
- ファンタジアバトルロイヤル 2002年 秋号
- ファンタジアバトルロイヤル 2003年 夏号・秋号
- ファンタジアバトルロイヤル 2004年 冬号・春号

## 文庫未収録
- 書きかけのラブレター side:B（ファンタジアバトルロイヤル2003年 春号）